# Hidan
Hidan (飛段) er en figur fra Manga- og Anime-serien Naruto. Han er den udødelige, rapkæftede partner til Kakuzu og tidligere medlem af Yugakure, Byen skjult i Dampen. Han er et religiøst medlem af Jashin (ジャシン lit. "ond gud"), der værtsætter guddommen af samme navn, hvor mindre end død og ødelæggelse i en kamp ses som en synd. Hans religions eksperimenter har givet ham en unik evne; ved at bruge lidt af sin modstanders blod og tegne Jashin's Trekant på jorden laver Hidan en Voodoo-lignende forbindelse mellem sig selv og blodets ejer. Når først dette link er opstået, vil al skade mod Hidan blive reflekteret på hans modstander, hvilket gør ham i stand til at dræbe sine modstandere ved at skade sig selv. Fordi han er udødelig mærker han smerte, men samtidig fryd, når han påfører sig selv de store skader. 

Efter Hidan har brugt hans evne til, at dræbe Asuma Sarutobi, kæmper Shikamaru Nara mod Hidan for at hævne hans sensei's død. Det hele kulminerer i, at Hidan bliver sprunget i luften og Shikamaru begraver hans stadig talende hoved langt under jorden, hvor Akatsuki aldrig vil kunne nå ham. Herefter betragtes Hidan som ikke værende medlem af Akatsuki.